# Susani, Timiș
Susani este un sat în comuna Traian Vuia din județul Timiș, Banat, România. Are haltă la calea ferată Lugoj-Ilia cu numele „Susani-Bega”. Distanța pe cale ferată până la municipiul Lugoj este de 25 km, iar de orașul Făget 15 km.

## Istorie
Urme de locuire atestă locuirea milenară a zonei. Pe teritoriul satului a fost descoperit între 1966 - 1967, un tumul  în care au fost găsite patru urne funerare cu obiecte de ceramică datând din epoca fierului.
Prima atestare documentară a satului datează din 1598.

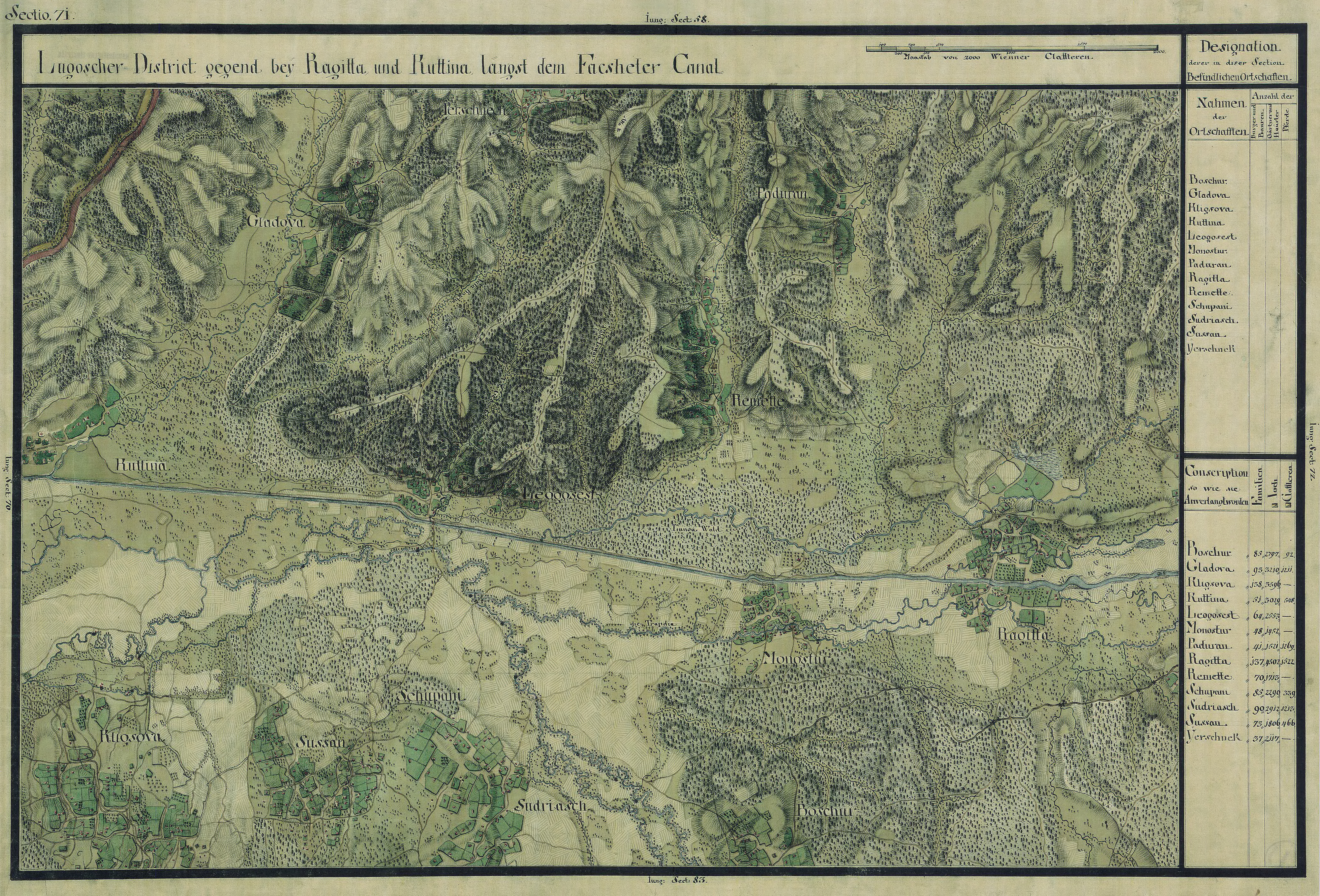
Susani în Harta Iosefină a Banatului, 1769-72

## Demografie

### Structura confesională
La ultimul recensământ, populația rezultă majoritar ortodoxă (302 persoane sau 81%), cu o minoritate de baptiști (55 persoane) și penticostali (18 persoane).